# O Carballiño

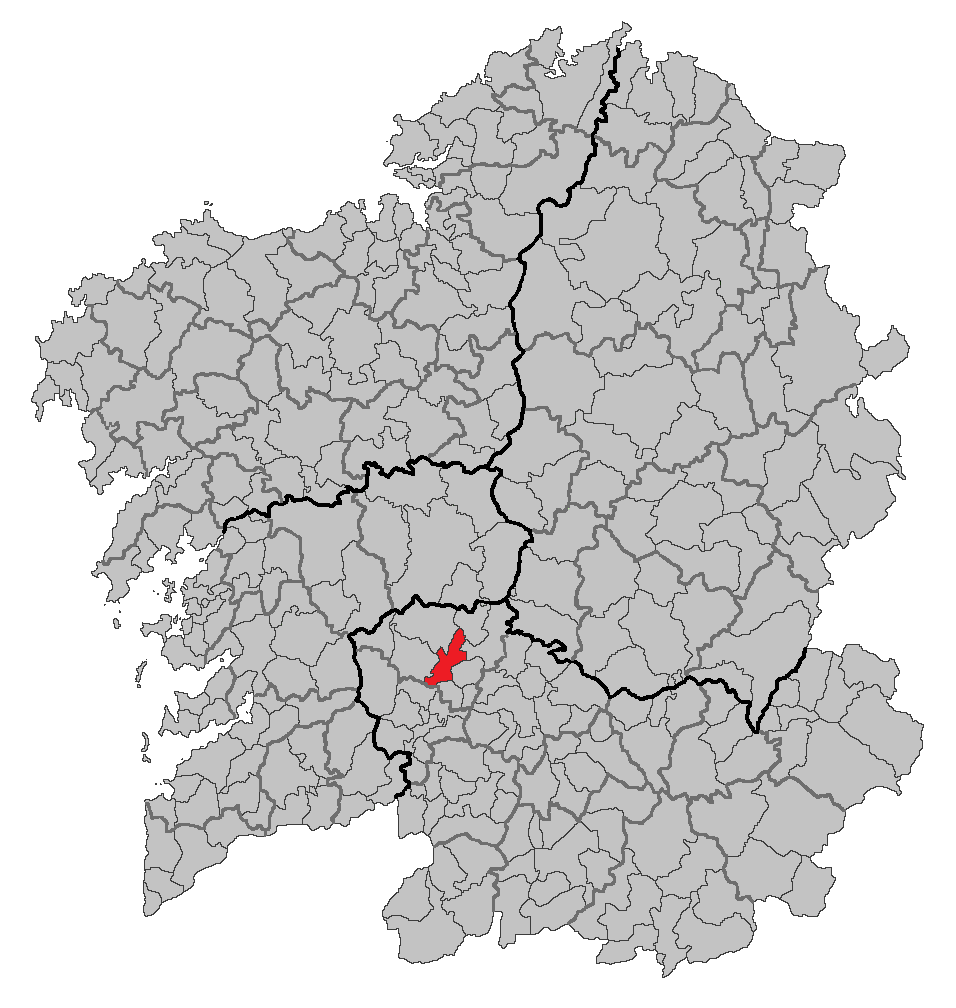
Location of O Carballiño in Galicia.

O Carballiño là một đô thị trong tỉnh Ourense, thuộc vùng Galicia ở tây bắc Tây Ban Nha. Dân số 12521 (Spanish 2001 Census) và diện tích 54 km².